# Blossom Toes
I Blossom Toes sono una formazione inglese di pop/rock psichedelico, attiva verso la fine degli anni sessanta.

## Il gruppo
Originariamente nati come gli Ingoes, la formazione, sotto la spinta del manager Giorgio Gomelsky, già famoso per la produzione dei lavori degli Yardbirds, cambia nome in Blossom Toes e inizia a sperimentare sonorità psichedeliche. La formazione originale era composta da Brian Godding al pianoforte, chitarra e voce, autore della maggior parte delle canzoni, Jim Cregan, chitarra e voce, Brian Belshaw, basso e Kevin Westlake alla batteria.
Il loro primo album esce nell'ottobre del 1967: si tratta di We Are Ever So Clean, brillante disco di psico-pop inglese, originalissimo, ricco di arrangiamenti curati e mai banali, con brani dotati di una forte carica lisergica alternati a pezzi più melodici e tradizionali, il tutto immerso nel classico humor inglese; nonostante tutto, il gruppo, a causa degli arrangiamenti orchestrali e la produzione anche troppo curata, si trovava nella difficile condizione di non poter eseguire il repertorio dal vivo. La band è stata quasi spinta a forza, dal manager Giorgio Gomelsky, a ottenere certe sonorità per venire incontro alla moda del tempo.
Dopo aver contribuito alla colonna sonora del film francese La collezionista, con una diversa formazione (senza il batterista Kevin Westlake, sostituito da John "Poli" Palmer, la band fa uscire il secondo album: If Only for a Moment : il sound si fa più duro, le canzoni sono meno trasognanti e più realiste; mancano infatti velleità orchestrali e ci si avvicina al tipo di musica pensato dai componenti; in più Cregan e Godding iniziano a suonare come due chitarre soliste, caratterizzando ulteriormente il sound del complesso.
Senza essere riusciti a sfondare e in preda a problemi finanziari, il gruppo si scioglie infine nel 1970.

## Carriere soliste
Il complesso senza Cregan fa uscire un ulteriore album come BB Blunder, ma dopo il definitivo scioglimento seguono carriere per lo più nell'anonimato: da ricordare giusto la carriera di Jim Cregan, che lavorerà moltissimo con il cantante Rod Stewart dopo una breve militanza nei Family, insieme al batterista Poli Palmer.

## Discografia
- 1967 - We Are Ever So Clean (Marmalade Records)
- 1969 - If Only for a Moment (Marmalade Records)
- 1989 - New Day (Decal Records) Raccolta
- 2009 - Love Bomb - Live 1967-69 (Sunbeam Records) Raccolta, 2 CD
- 2009 - What on Earth: Rarities 1967-69 (Sunbeam Records) Raccolta